# Crataegus chungtienensis
Crataegus chungtienensis är en rosväxtart som beskrevs av William Wright Smith. Crataegus chungtienensis ingår i hagtornssläktet som ingår i familjen rosväxter. Inga underarter finns listade i Catalogue of Life.